# Taillette
Taillette é uma comuna francesa na região administrativa de Grande Leste, no departamento das Ardenas. Estende-se por uma área de 15,25 km². Em 2010 a comuna tinha 414 habitantes (densidade: 27,1 hab./km²).